# ТЭ109
ТЭ109 — магистральный грузо-пассажирский (по разработке базовым было исполнение с «грузовым» передаточным отношением, предусматривалась возможность «пассажирского») односекционный (существовал экспериментальный двухсекционный вариант — 2ТЭ109) тепловоз широкой колеи типа 30-30 с электрической передачей производства Луганского тепловозостроительного завода (ВЗОР) мощностью 3000 л. с.. Кузов тепловоза выполнен в габарите 02-Т (габарит европейских железных дорог).
Выпускался на экспорт в ГДР, Болгарию. В Советском Союзе эксплуатировалось 33 единицы на предприятиях промышленного ЖД транспорта в Министерстве цветной металлургии.
При поставке тепловозов в ЧССР (2 машины) тепловоз назывался Т679.2 Рагулин (Ragulin).
Немецкие железнодорожники дали тепловозам семейства ТЭ109 имя Людмила (Ludmilla).
На сети железных дорог Германии (Deutsche Bahn) они имеют обозначения: BR230, BR231, BR232, BR233, BR234, BR241. Много тепловозов этих серий эксплуатируются в Германии и сегодня, как концерном DB, так и частными компаниями. Эксплуатируются они преимущественно в бывшей восточной Германии, например в депо Berlin-Lichtenberg.
Тепловоз ТЭ109 стал родоначальником целого семейства магистральных тепловозов:
- ТЭ125 — пассажирский тепловоз с двигателем мощностью 4000 л. с.
- ТЭ129 — грузо-пассажирский тепловоз с двигателем мощностью 4000 л. с.
- ТЭ120 — тепловоз с передачей переменно-переменного тока и асинхронными тяговыми электродвигателями
- ТЭ114 — тепловоз с кузовом капотного типа для тропического климата
- ТЭ114И — тепловоз для эксплуатации в условиях сильной запылённости воздуха
- 2ТЭ116 — грузовой магистральный тепловоз, заменивший серию 2ТЭ10 в/л.

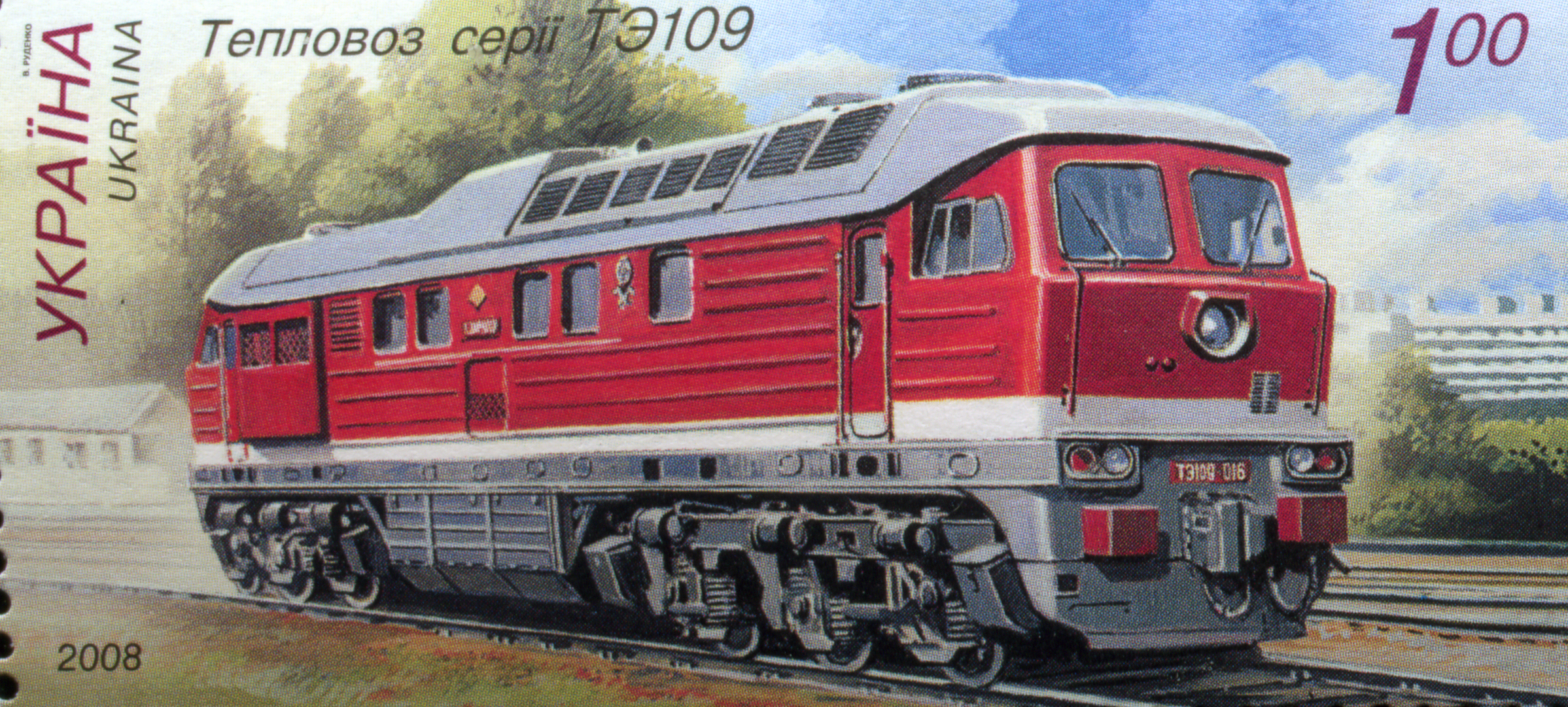
Марка Украины с ТЭ109

## ТЭ109 в СССР
В начале 1968 и 1969 гг. Луганский тепловозостроительный завод им. Октябрьской революции изготовил два опытных шестиосных тепловоза серии ТЭ109, соответственно, № 001 и 002. Тепловоз ТЭ109-001 был в грузовой версии с конструктивной скоростью 100 км/ч. Тепловоз ТЭ109-002 был в пассажирской версии с конструктивной скоростью 140 км/ч. В 1977 и 1978 гг. завод изготовил, соответственно, 10 (№ 003—012) и 21 (№ 013—033) серийный тепловоз серии ТЭ109 в версии, соответствующей 132 для ГДР, для промышленных предприятий Минцветмета СССР.
Имеются свидетельства очевидцев и фотографии, подтверждающие, что несколько локомотивов из первых серийных ТЭ109 были поставлены и несколько лет использовались на изолированной Норильской железной дороге. После её электрификации на 3000 Вольт они были очень быстро утилизированы. Останки как минимум одного из этих тепловозов, но, к сожалению без заводских табличек, до сих пор можно найти на станции Норильск-Сортировочная (на 2023 год).

## ТЭ109 в Германии (BR 130/230)
В ходе теплофикации железных дорог ГДР (Deutsche Reichsbahn или DR) в 1966 решилась на массовое приобретение советских тепловозов. Эти выносливые и мощные тепловозы, весьма многочисленные — 1251 поставленных секций пяти серий, принадлежащих семейству ТЭ, — и составили основу тепловозной тяги. Луганский завод получил заказ на разработку тепловозов для работы с тяжёлыми грузовыми и магистральными (дальнего следования) пассажирскими поездами в ГДР. Были созданы очень похожие внешне серии, отличавшиеся техническим оборудованием и максимальной скоростью. Как апогей этого семейства тепловозов можно рассматривать вариант мощностью 4000 л. с. — ТЭ129 (на DR серия 142, а с 1992 года — 242). Первыми прибыли на немецкие дороги тепловозы серии ТЭ109 — 230 (BR 130 DR) мощностью 3000 л. с. Они приобретались отделением DR в ГДР с 1970 года. В них использовались 16-цилиндровые дизели D 49 типа 5 с электропередачей переменно-постоянного тока. Машина с 6 колёсными парами имела служебную массу 120 т. Локомотив с максимальной скоростью 140 км/ч пришлось применять почти исключительно в грузовом движении, так как в СССР ещё не наладили производство тепловозов с оборудованием для электроснабжения (отопление, кондиционирование, освещение и др.) пассажирского состава. С таковым пошла в производство только более поздняя из-за ограничения максимальной скорости на железных дорогах ГДР с уменьшенной конструкционной скоростью (120 км/ч) модификация 132.
Политические перемены в ГДР не прошли бесследно и для железной дороги. Разделение на прежние дороги DR и Немецкую федеральную железную дорогу (Deutsche Bundesbahn или DB) с объединением немецких государств также прекратилось. С отменой многих грузооборотов тепловозы также теряли привычные области применения. Поэтому многочисленные локомотивы убирали из служб железнодорожного движения. С возникновением мелких частных железных дорог, которые подразумеваются как отдельные производители транспортных услуг, в то же время росла потребность в высокопроизводительных тепловозах. Уже здесь большинство советских тепловозов нашли новую область применения. Локомотив 230 077 коренным образом модернизировался. С его выделяющейся расцветкой он состоит теперь в службе RTS (Rail Transport Service GmbH) и дежурит в масштабах Германии в службе тяжёлых грузовых поездов. Крепкая техника экспортного «шлягера» советского локомотивостроения пользуется популярностью в Германии по сей день.

## Галерея

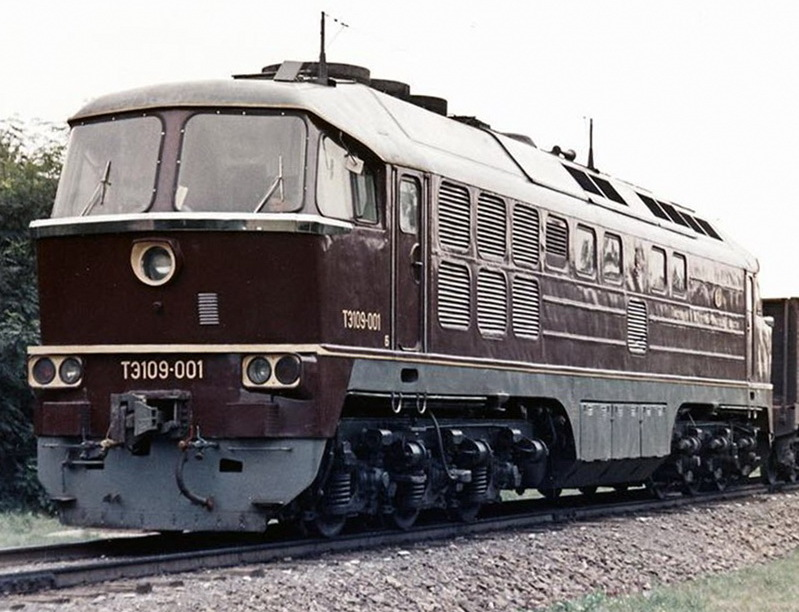
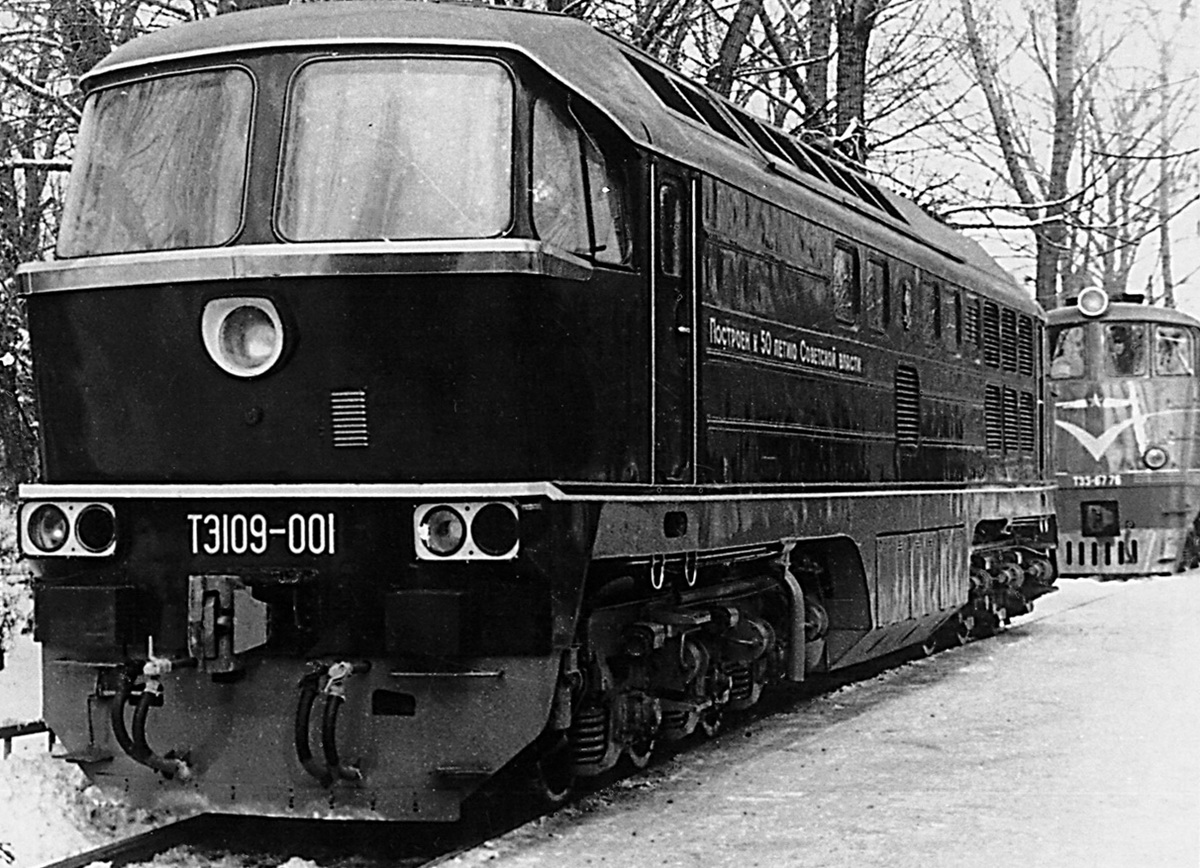
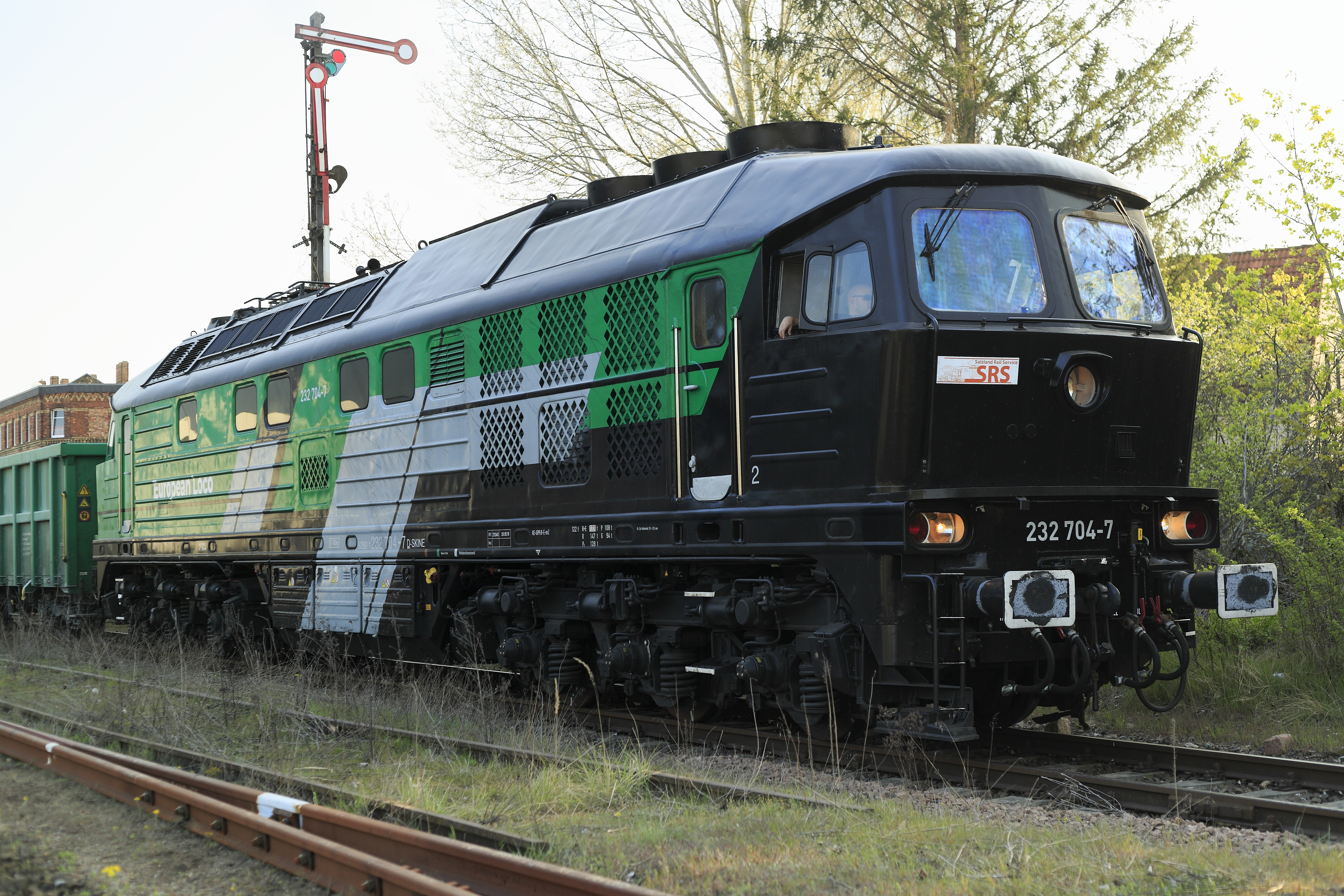
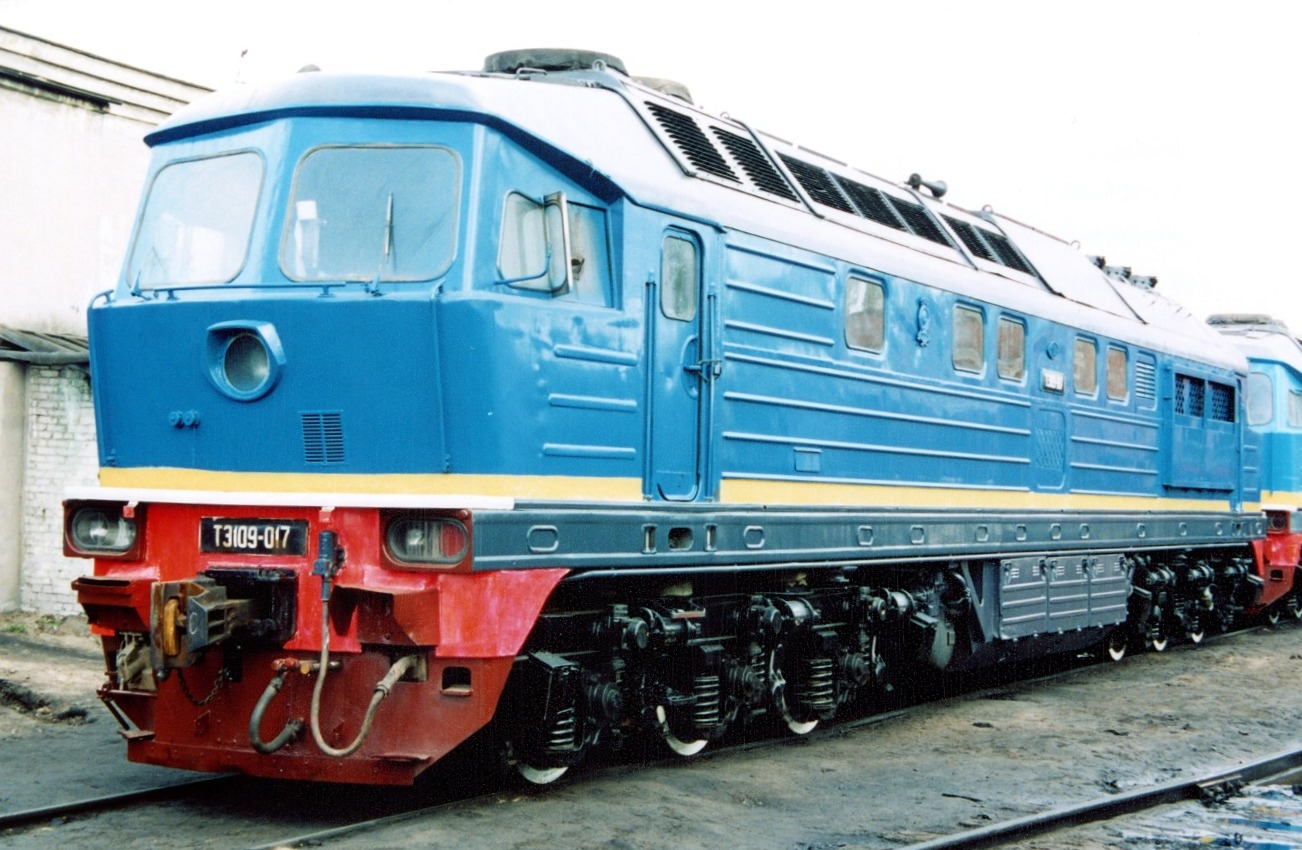
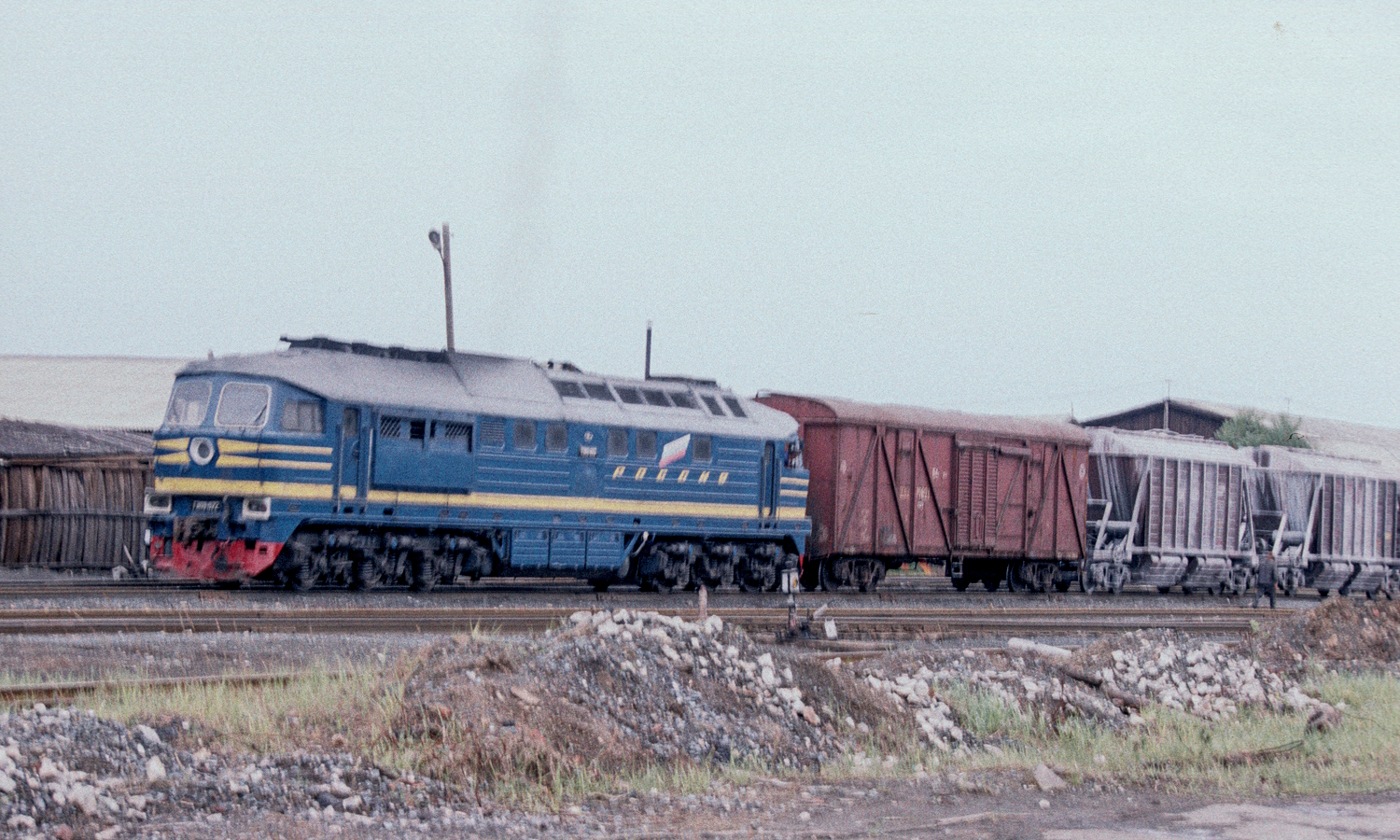
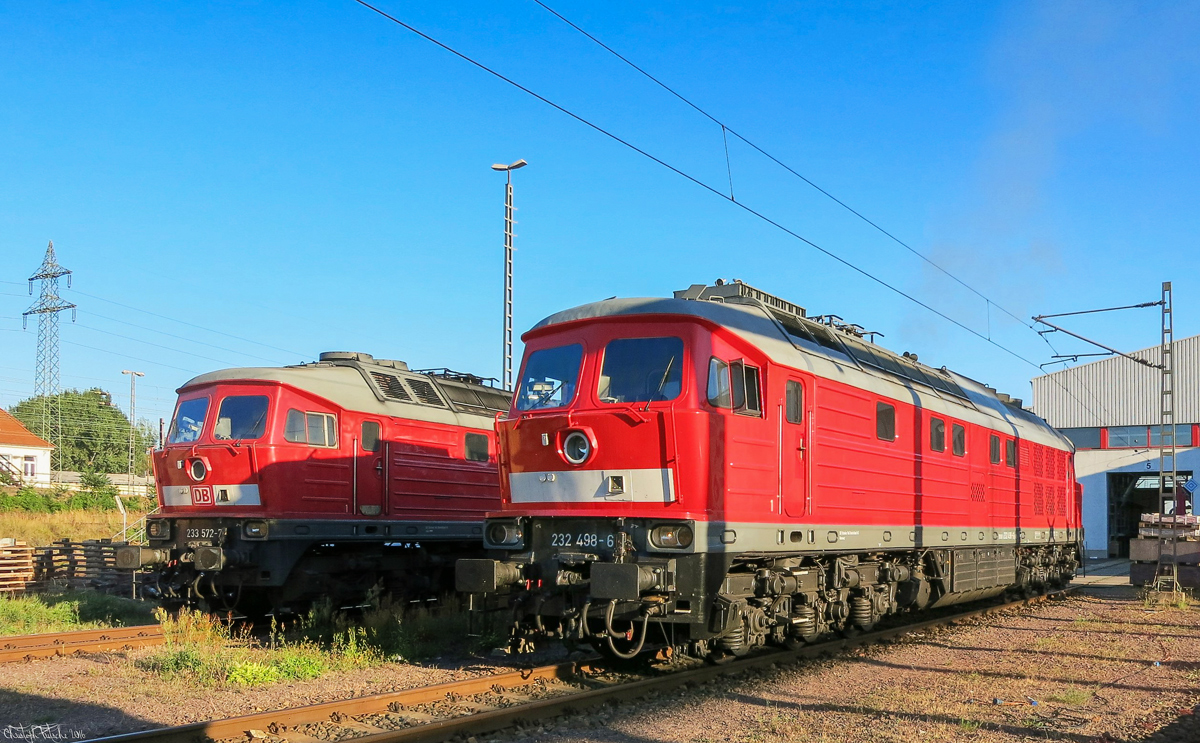
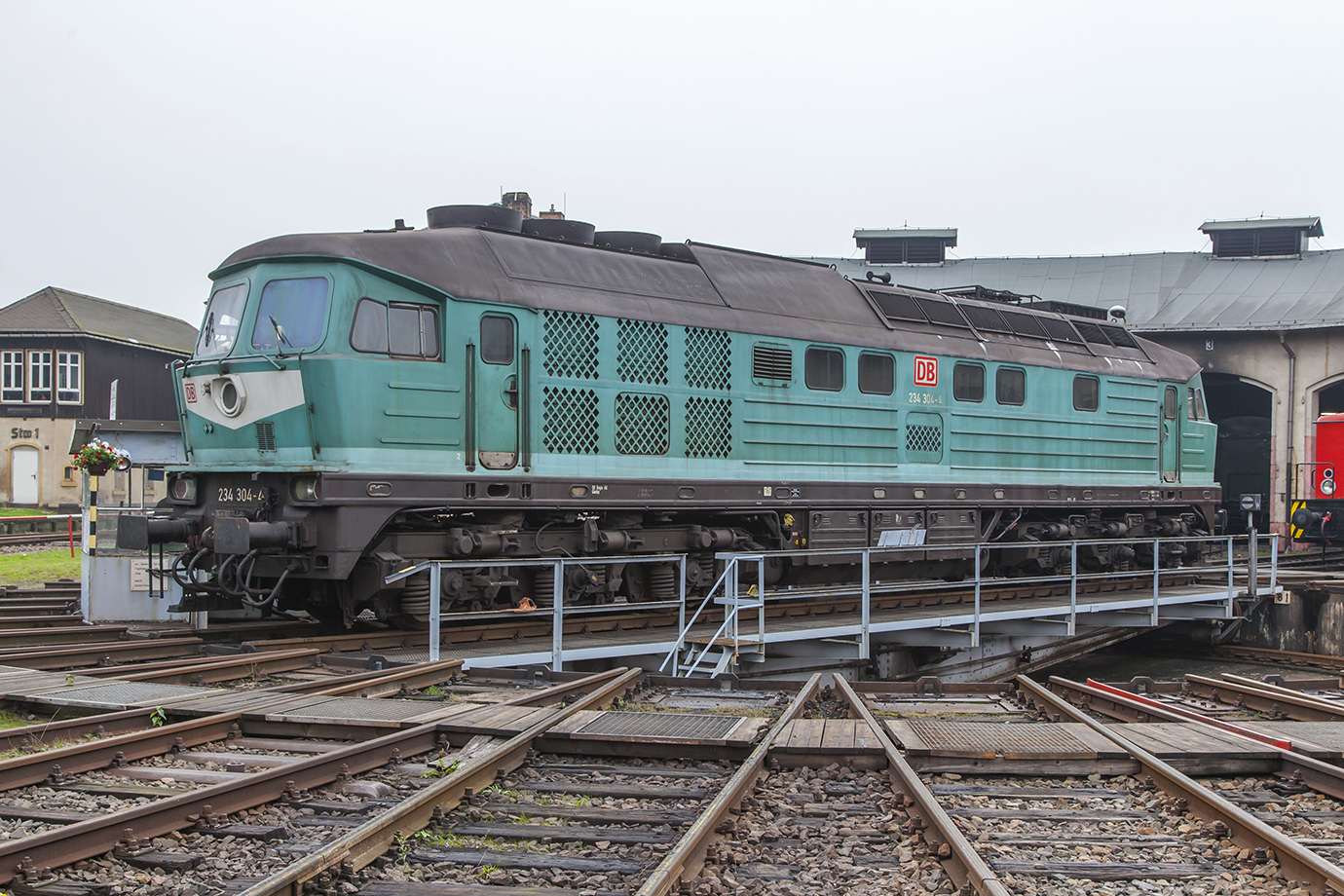
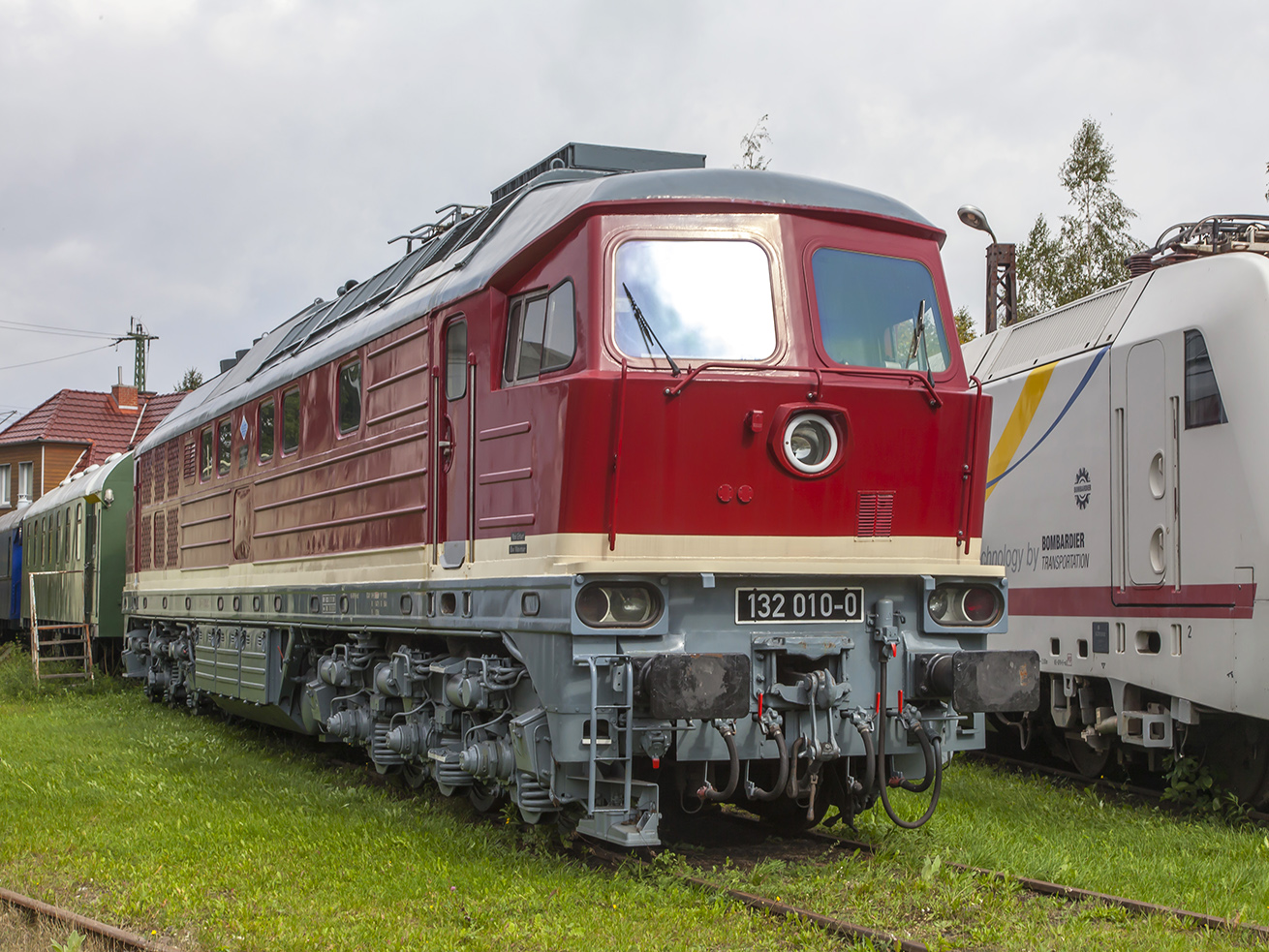